# Siringe

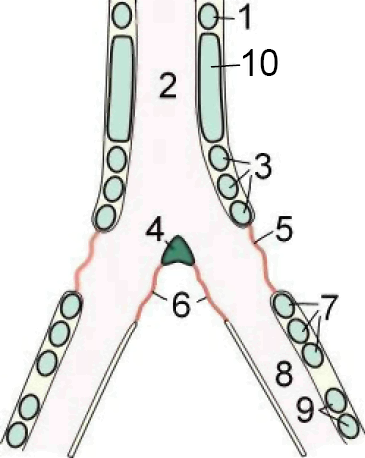
1: ultimul inel cartilaginos liber al traheei,
2: timpanul,
3: primul grup de inele siringeale,
4: pessulus (lamă vibratoare),
5: membrana timpaniformă laterală (membrană vibratoare externă),
6: membrana timpaniformă medială (membrană vibratoare internă),
7: al doilea grup de inele siringeale,
8: bronhie principală,
9: primele inele cartilaginoase ale bronhiilor
10: mușchii siringelui

Siringele (gr. syrinx = ciripit, fluier, tub de orgă), numit și sirinx sau laringe inferior, este organul vocal caracteristic păsărilor, așezat la bifurcația traheei în cele două bronhii. El are în lumenul său o lamă vibratoare (pessulus), iar în pereții săi membrane vibratoare (timpaniforme), mușchi și inele cartilaginoase și osoase, care pot schimba calibrul traheii și poziția membranelor vibratoare, modelând astfel glasul păsărilor cântătoare.
Sunetul este produs de vibrațiile membranelor vibratoare din pereții siringelui și a lamei vibratoare (pessulus), cauzate de aerul care curge prin siringe. Unele păsări, ca pasărea gălăgioasă (Atrichornis), nu au decât două perechi de mușchi vocali, altele ca pasărea liră (Menura) au 3 perechi, pe când păsărelele cântătoare, care ating maximum de complexitate, au câte 7-9 perechi. Extremitatea inferioară a traheei prezintă o modificare specială; acesta constituie ceea ce se numește timpan (tambur sau tobă). Timpanul este foarte dezvoltat la păsările acvatice, de exemplu la masculii rațelor; el formează o bulă osoasă, care funcționează ca un aparat rezonator.

## Note

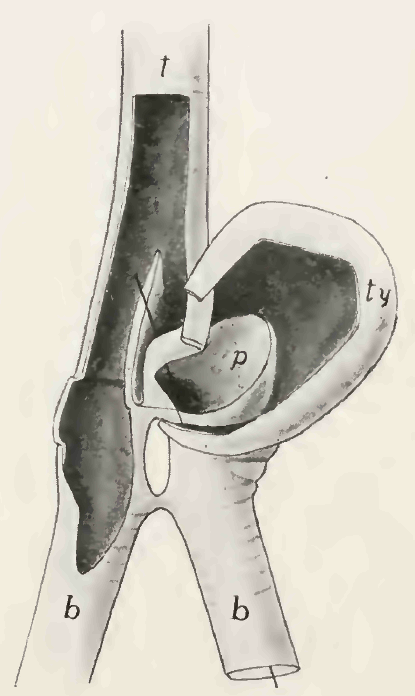
Siringele la rața cu spate alb (Aythya valisineria)
b - bronhie;
p - pessulus (lamă vibratoare);
t - trahee;
ty - timpanul